# Prowincja Sa’ida
Prowincja Sa’ida (arab. ولاية سعيدة) – jedna z 48 prowincji Algierii, znajdująca się w północno-zachodniej części kraju.